# 잭 콜리슨
잭 데이비드 콜리슨(Jack David Collison, 1988년 10월 2일 ~ )는 웨일스의 전 축구 선수이다. 그는 과거 웨일스 축구 국가대표팀에서 활약했다. 현재는 애틀랜타 유나이티드 2의 감독이다.